# عصر آل ستورلونغ

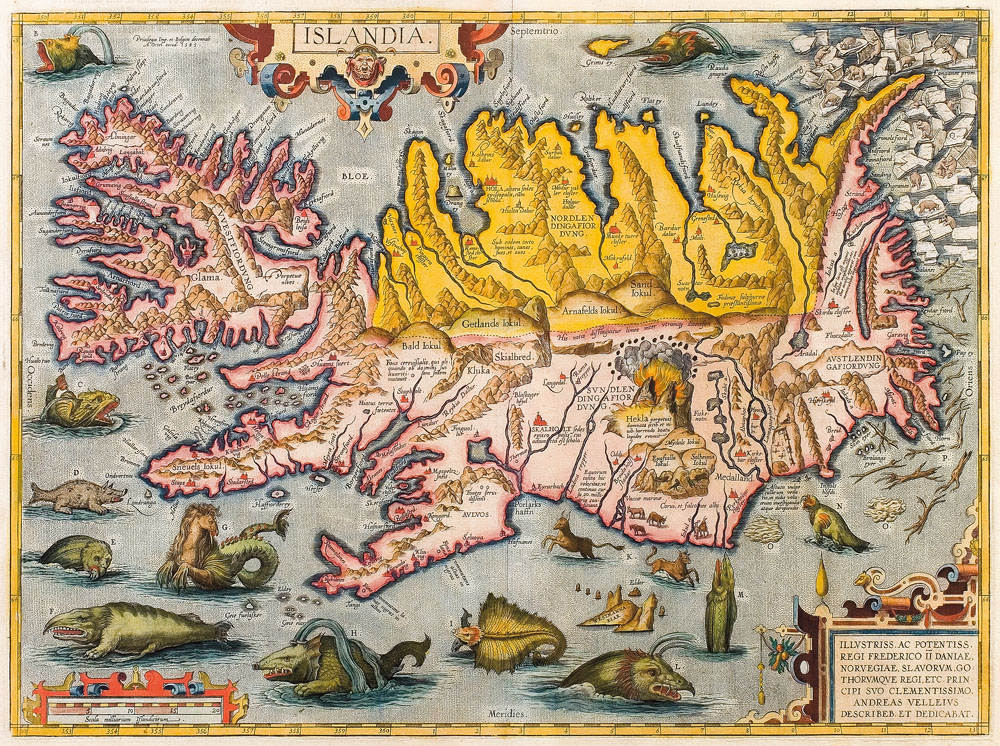

عصر آل ستورلونغ (الستورلونغس) أو حقبة ستورلونغ كانت فترة امتدت من 42 إلى 44 عامًا من الصراع الداخلي العنيف في منتصف القرن الثالث عشر في أيسلندا. ووُثقت في ملحمة ساولونغا. تميزت هذه الفترة بصراعات زعماء القبائل المحليين، غودار، الذين حشدوا أتباعًا وخاضوا حروبًا، وسُميت على اسم عائلة ستورلونغ، وهي أقوى عشيرة عائلية في أيسلندا في ذلك الوقت. كان الستورلونغ عشيرة ثرية ومؤثرة. أدت تلك الحقبة إلى توقيع العهد القديم، الذي وضع أيسلندا تحت حكم التاج النرويجي.

## الغودار (زعماء القبائل المحليين)
في الكومنولث الأيسلندي، كانت القوة في الغالب في أيدي الغودار أي زعماء القبائل المحليين. قُسمت أيسلندا فعليًا إلى تقسيم رباعي (أرباع). وفي داخل كل ربع كان هناك تسع غودار مسيطرين («غودارد»). كان للربع الشمالي ثلاثة سيادات إضافية بسبب حجمه. أي إنهم كانوا إجمالًا 39 غودارد.
حمى مشايخ الغودي المزارعين في أراضيهم وفرضوا التعويض أو الثأر في حال انتهاك حقوق أتباعهم. في المقابل ، تعهد المزارعون بدعم زعماء القبائل، من خلال التصويت لصالحهم في برلمان ألثينغي وإذا لزم الأمر/ عن طريق حمل السلاح ضد أعدائه. ومع ذلك، لم تكن سلطات مشايخ الغودي دائمة ولا موروثة. جاءت هذه المكانة بمزيج من الاحترام والشرف والتأثير والثروة. كان على زعماء القبائل إظهار صفاتهم كقادة، إما من خلال تقديم الهدايا لأتباعهم أو من خلال إقامة الأعياد الكبيرة. وإذا كان الزعيم القبلي يُنظر إليه على أنه فاشل بأي شكل من الأشكال، فيمكن لأتباعه ببساطة اختيار غودي آخر أكثر تأهيلًا لدعمه.
بدأ أعظم زعماء القبائل في القرنين الثاني عشر والثالث عشر بجمع ثروة كبيرة وضم السيادات الأقل. عُززت القوة في البلاد في قبضة بعض العشائر العائلية. وكانوا:
- هوكدالير من آرنيسيبتنغ
- أودافيريار من رانجاروينغ
- أسيبيرينغار من سكافيرفيريو
- فاتنسفيورور من اسافيوردور
- سفينفيلنغر من الإقليم الشرقي
- ستورلونغار من هفامور في دالير

في ذلك الوقت، كان هاكون القديم، ملك النرويج، يحاول بسط نفوذه في أيسلندا. أصبح العديد من زعماء القبائل الأيسلنديين تابعين له واضطروا إلى تنفيذ أوامره. في المقابل حصلوا على هدايا وأتباع وموضع احترام. ونتيجة لذلك، سرعان ما انضم أعظم الزعماء القبليين الأيسلنديين إلى ملك النرويج بطريقة أو بأخرى.